# Адхак

Адхак (пандж. большой) — диакритический знак пенджабской письменности гурмукхи, обозначающий удвоение согласного, но пишется он над предшествующей буквой. Графически адхак является омоглифом диакритического знака бреве (от лат. breve — «краткое», церковнослав. «кратка»), применяемого в русском языке при написании буквы Й («и» краткого). Таким образом, в русском и пенджабском этот знак при своей омоглифичности имеет противоположное значение. По смыслу адхак является синоглифом арабского диакритического знака шадда  (араб. شدة‎ «усиление»).

## Пример
- ਰੱਬ — (рабба) бог.
- ਅੱਠ — (аттх) восемь.